# Tadeusz Szułdrzyński
Tadeusz Szułdrzyński (ur. 19 października 1864 w Poznaniu, zm. 20 października 1943 w Kozietułach) – polski prawnik, ziemianin, działacz społeczny i gospodarczy, polityk, senator w II RP, członek Naczelnej Rady Ludowej w 1918 roku.

## Życiorys
Tadeusz Szułdrzyński ukończył gimnazjum w Poznaniu, następnie studia prawniczo-ekonomiczne w Berlinie i Lipsku oraz szkołę rolniczą w Berlinie.
Działał i pełnił różnorakie funkcje w Poznańskim Towarzystwie Przyjaciół Nauk, Banku Włościańskim, Banku Ziemskim, Związku Ziemian, Poznańskim Ziemstwie Kredytowym, Centralnym Towarzystwie Gospodarczym (prezes w latach 1914–1923), Kasynie Obywatelskim, Polskim Centralnym Komitecie Wyborczym na Rzeszę Niemiecką. Był także posłem do Sejmu Pruskiego.
W grudniu 1918 roku znajdował się w grupie działaczy przyjmujących w Poznaniu Ignacego Paderewskiego, którego przyjazd stał się bezpośrednią przyczyną wybuchu powstania wielkopolskiego.
Był członkiem Komitetu Obrony Narodowej Województwa Poznańskiego w Poznaniu w 1920 roku.
W niepodległej Polsce był współtwórcą Komisji Polskich Związków Ziemiańskich, Banku Związku Ziemian, Chrześcijańsko-Narodowego Stronnictwa Rolniczego, a następnie Stronnictwa Narodowo–Chrześcijańskiego, z ramienia którego w latach 1922–1927 zasiadał w Senacie II RP I kadencji. W 1922 podpisał się pod oświadczeniem, odrzucającym wybór Gabriela Narutowicza na prezydenta RP, jako dokonany głosami mniejszości narodowych.
Był również członkiem rad nadzorczych m.in. Związku Ziemian, Związku Producentów Rolniczych, Banku Związku Spółdzielni Zarobkowych oraz Banku Kwilecki, Potocki i Spółka.
Ciężka choroba oczu zmusiła Szułdrzyńskiego do istotnego ograniczenia działalności politycznej i gospodarczej. We wrześniu 1939 roku musiał uciekać z Wielkopolski.
Tadeusz Szułdrzyński napisał książkę pt. Wspomnienia wielkopolskie.

## Ordery i odznaczenia
- Krzyż Komandorski Orderu Odrodzenia Polski (27 listopada 1929)[7]

## Życie prywatne
Był synem Zygmunta i Józefy z Zakrzewskich. Zygmunt Szułdrzyński w 1873 roku wykupił z rąk niemieckich majątek Bolechowo wraz z folwarkiem Szlachęcin, w którym Tadeusz mieszkał do początku II wojny światowej. Majątek ten stał się własnością Tadeusza w 1890 roku.
Ożenił się 23 stycznia 1899 roku z Wandą Zakrzewską, z którą miał dzieci: Stanisława Zygmunta Marię (1900–1992), Emilię Marię Józefę (1902), Jana Mariana Antoniego (1903), Józefę Marię Teresę (1904), Tadeusza Mariana Stanisława (1906–1940, zginął w Katyniu), Anielę Szułdrzyńską (1908–?, późniejszą Budny) i Wandę Annę (1912).

## Książka napisana przez Szułdrzyńskiego
- Tadeusz Szułdrzyński: Wspomnienia wielkopolskie. Lublin: Wydawnictwo Werset, 2012. ISBN 978-83-60133-97-2. Brak numerów stron w książce